# بيدفيست جروب
مجموعة بيدفيست المحدودة والمعروفة أيضًا باسم مجموعة بيدفيست أو بيدفيست جروب هي شركة خدمات وتجارة وتوزيع في جنوب إفريقيا.

## أنظر أيضاً
- التأمين بيدفيست
- بنك بيدفيست
- ستاينهوف الدولية
- وولوورثس القابضة المحدودة